# Hon'inbō Dōchi
Hon'inbō Dōchi est un nom japonais traditionnel ; le nom de famille (ou le nom d'école), Hon'inbō, précède donc le prénom (ou le nom d'artiste).
Hon'inbō Dōchi (本因坊 道知, 1690-1727) était un joueur de go professionnel japonais.

## Biographie
Dōchi apprit à jouer au go à l'âge de 7 ans. Deux ans après seulement, il devint un disciple de Hon'inbō Dōsaku, et atteint sous sa direction le niveau de  6e dan à 12 ans. Après la mort de Dōsaku en 1702, Dōchi fut confié à Inoue Dōsetsu Inseki. En 1719, il était devenu 8e dan, le plus haut rang officiel à cette époque.
Dōchi était le 5e Hon'inbō dès 1702, mais ne fut nommé Meijin go-dokoro qu'en 1721 ; il le resta jusqu'à sa mort en 1727.
Il est resté célèbre pour son jeu brillant en fin de partie, par exemple pour un cas classique de semedori joué en 1705 dans une partie contre Yasui Senkaku à la suite de la rivalité entre les deux maisons.